# Zawojki
Zawojki (deutsch Zawoyken, 1934 bis 1945 Lilienfelde) ist ein Dorf in der polnischen Woiwodschaft Ermland-Masuren. Es gehört zur Gmina Rozogi (Friedrichshof) im Powiat Szczycieński (Kreis Ortelsburg).

## Geographische Lage
Zawojki liegt unmittelbar an der Grenze der Woiwodschaft Ermland-Masuren zur Woiwodschaft Masowien, die hier bis 1945 die Grenze zwischen dem Deutschen Reich und Polen war. Bis zur Kreisstadt Szczytno (deutsch Ortelsburg) sind es 26 Kilometer in nordwestlicher Richtung.

## Geschichte
Am 16. April 1787 wurde für Zawoyken die Gründungshandfeste ausgestellt und am 22. August jenes Jahres vom König bestätigt. Die wirtschaftlichen Verhältnisse waren infolge der abgelegenen Lage und den schlechten Verkehrsbedingungen nicht günstig. Wirklich erst in den 1920er Jahren trat eine Verbesserung ein.
Im Jahre 1868 entstand nördlich des Dorfes eine neue Ortschaft: Rosengarten (polnisch Grodzie).
Als 1874 der Amtsbezirk Liebenberg (polnisch Klon) im ostpreußischen Kreis Ortelsburg errichtet wurde, wurde Zawoyken eingegliedert. Die Zahl der Einwohner Zawoykens belief sich im Jahre 1910 auf 241, im Jahre 1933 auf 243.
Aufgrund der Bestimmungen des Versailler Vertrags stimmte die Bevölkerung in den Volksabstimmungen in Ost- und Westpreußen am 11. Juli 1920 über die weitere staatliche Zugehörigkeit zu Ostpreußen (und damit zu Deutschland) oder den Anschluss an Polen ab. In Zawoyken stimmten 186 Einwohner für den Verbleib bei Ostpreußen, auf Polen entfielen keine Stimmen.
Aus politisch-ideologischen Gründen der Abwehr fremdländisch klingender Ortsnamen wurde Zawoyken am 28. Dezember 1934 in „Lilienfelde“ umbenannt. Die Zahl der Dorfeinwohner belief sich im Jahre 1939 auf 250.
Mit dem gesamten südlichen Ostpreußen wurde Lilienfelde 1945 in Kriegsfolge an Polen überstellt. Der Ort erhielt die polnische Namensform „Zawojki“ und ist heute mit dem Sitz eines Schulzenamtes (polnisch Sołectwo) eine Ortschaft im Verbund der Landgemeinde Rozogi (Friedrichshof) im Powiat Szczycieński (Kreis Ortelsburg), bis 1998 der Woiwodschaft Ostrołęka, seither der Woiwodschaft Ermland-Masuren zugehörig. Im Jahre 2011 betrug die Zahl der Einwohner 55.

## Kirche
Bis 1945 war Zawoyken/Lilienfelde in die evangelische Kirche Friedrichshof in der Kirchenprovinz Ostpreußen der Kirche der Altpreußischen Union sowie in die römisch-katholische Kirche Liebenberg (polnisch Klon) im damaligen Bistum Ermland eingepfarrt.
Heute gehört Zawojki katholischerseits weiterhin zur Pfarrei in Klon, die jetzt dem Erzbistum Ermland zugeordnet ist. Die evangelischen Einwohner richten sich zur Kirche in Szczytno (Ortelsburg) aus, die zur Diözese Masuren der Evangelisch-Augsburgischen Kirche in Polen gehört.

## Schule
Die Dorfschule in Zawoyken/Lilienfelde wurde im Zeitalter Friedrich Wilhelms III. gegründet. 1939 wurde etwa 50 Schülerinnen und Schüler unterrichtet.

## Verkehr
Zawojki liegt nur wenige Kilometer von Rozogi entfernt und ist somit an die beiden verkehrsreichen Landesstraßen DK 53 und DK 59 angeschlossen. Von Cis (Friedrichsthal) führt außerdem eine parallel zur DK 53 verlaufende Nebenstraße nach Dąbrowy durch das Dorf.
Eine Anbindung an den Bahnverkehr besteht nicht mehr. Von 1915 bis 1962 war Zawoyki ein Haltepunkt an der Bahnstrecke Puppen–Myszyniec, die von der Ortelsburger Kleinbahn, später von der Polnischen Staatsbahn (PKP) befahren wurde und wegen Unrentabilität eingestellt wurde.